# NOS Actueel
NOS Actueel was tot 2005 de afdeling van de NOS die speciale televisie-uitzendingen maakt over gebeurtenissen van nationaal of internationaal belang. NOS Actueel is van start gegaan in 1995. De eerste tien jaren was Lars Andersson hoofdredacteur. In 2005 is het stokje overgenomen door Peter Kloosterhuis, voorheen werkzaam voor Brandpunt, Netwerk, NOVA en Studio Sport. In 2005 is NOS Actueel opgegaan in NOS Nieuws onder leiding van Hans Laroes.

## NOS Actueel-uitzendingen
De Actueel-uitzendingen waren bijna altijd rechtstreeks, zodat de kijker direct geïnformeerd werd, en betrokken raakte bij belangrijke maatschappelijke gebeurtenissen. NOS Actueel voorzag die gebeurtenissen van toelichting en discussie. De NOS wilde hierin journalistiek, objectief, onafhankelijk en betrouwbaar zijn.
Bij belangrijke nieuwsgebeurtenissen coördineerde NOS Actueel de gezamenlijke journalistieke krachten van de publieke omroep, zoals bij de aanslagen op 11 september, de oorlog in Irak, de lancering van ruimtevaarder André Kuipers, het huwelijk van prins Willem-Alexander met Máxima. In dit geval werden de redacties van de actualiteitenrubrieken TweeVandaag (AVRO/TROS), Netwerk (EO/KRO/NCRV), NOVA (NPS/VARA) en het NOS Journaal samengevoegd om samen onder de NOS-vlag gezamenlijk verslag te doen van de gebeurtenissen.
De uitzendingen van NOS Actueel waren soms onverwachts. Bij onverwachte uitzendingen was er altijd sprake van grote nieuwsgebeurtenissen: rampen, oorlogen, aanslagen. Van voorbereiding en planning was dan ook geen sprake. Bestaande alarmeringslijsten werden in werking gezet om zo snel mogelijk een uitzend-, productie- en redactieteam te vormen, samen met het NOS Journaal en de actualiteitenrubrieken van de publieke omroepen. Een studio werd operationeel gemaakt en er werd zo snel mogelijk een doorlopende uitzending op Nederland 1 (de calamiteitenzender) gestart. Daarbij werden alle mogelijke journalistieke bronnen ingezet en was er veel improvisatievermogen nodig. Dat geeft de rechtstreekse uitzendingen voor de programmamakers de spanning en onzekerheid, die ook de kijkers live meebeleefden.

## Presentatieteam
Maartje van Weegen was sinds de oprichting in 1995 het gezicht van NOS Actueel. Destijds was zij presentatrice van NOVA, maar daarnaast verslaggeefster Koninklijk Huis bij de NOS. In die hoedanigheid presenteerde ze jarenlang Koninginnedag, Prinsjesdag, de verslagen rondom de huwelijken van prinsen en prinsessen in heel Europa en staatsbezoeken. Bij de staatsbegrafenissen (bijzettingen met groot militair ceremonieel) van  Prins Claus, Koningin Juliana en Prins Bernhard verzorgde Maartje het commentaar samen met:
- Thijs van Leeuwen, deskundige in militair ceremonieel
- Jacobine Geel, theologe
- Jan Bank, historicus

Zij was tevens een van de vier presentatoren van Hallo 2000, het speciale millenniumprogramma van de NOS. Ook bij verkiezingsuitslagen was de presentatie meestal in handen van Maartje. Op 7 maart 2007 haar laatste klus voor Actueel: de verkiezingsavond rondom de Provinciale Statenverkiezingen. Daarna stopte Maartje van Weegen met televisiemaken.

## NOS Evenementen
NOS Evenementen is sinds 1 januari 2008 de opvolger van NOS Actueel. Dit is niet alleen een nieuwe naam. Ook de opzet en structuur is veranderd. Ook is NOS Evenementen nieuw in die zin dat het een overkoepelende naam is voor verschillende programma's.
NOS Evenementen is sinds 1 januari 2008 officieel een nieuwe pijler van de NOS, naast Nieuws en Sport. De televisieprogramma's van Evenementen hebben een divers karakter. Het zijn (meestal) rechtstreekse uitzendingen die de kijker betrekken bij politieke, culturele of maatschappelijke gebeurtenissen van nationaal en internationaal belang. Naast de registratie van evenementen en gebeurtenissen is er in de uitzendingen ruimte voor duiding en discussie. Uitgangspunt van de NOS is dat de uitzendingen onafhankelijk, neutraal en betrouwbaar zijn. NOS Evenementen verzorgt verder de verslaggeving rond het Koninklijk Huis. Huwelijk, geboorte, doop, speciale verjaardag of overlijden van leden van het Koninklijk Huis zijn aanleiding voor speciale programma's, die live of in de vorm van een documentaire worden uitgezonden.